# Chung So-Young
Chung So-Young (en coreano: 정소영; 20 de febrero de 1967) es una deportista surcoreana que compitió en bádminton, en la modalidad de dobles.
Participó en los Juegos Olímpicos de Barcelona 1992, obteniendo una medalla de oro en la prueba de dobles. Ganó tres medallas de bronce en el Campeonato Mundial de Bádminton entre los años 1987 y 1993.

## Palmarés internacional
| Juegos Olímpicos   | Juegos Olímpicos         | Juegos Olímpicos  | Juegos Olímpicos |
| Año                | Lugar                    | Medalla           | Prueba           |
| ------------------ | ------------------------ | ----------------- | ---------------- |
| 1992               | Barcelona (España)       | Medalla de oro    | Dobles           |
| Campeonato Mundial |                          |                   |                  |
| Año                | Lugar                    | Medalla           | Prueba           |
| 1987               | Pekín (China)            | Medalla de bronce | Dobles           |
| 1991               | Copenhague (Dinamarca)   | Medalla de bronce | Dobles           |
| 1993               | Birmingham (Reino Unido) | Medalla de bronce | Dobles           |